# Temple de Magna Mater
Le temple de Magna Mater ou temple de Cybèle (en latin : Aedes Magnae Matris) est un temple romain situé sur le Palatin, à Rome.

## Localisation
Les vestiges en ont été retrouvés au sud de la Domus Tiberiana, sur la pente du Palatin qui donne sur le Circus Maximus. Le temple s'élevait en haut de l'Escalier de Cacus, à l'angle occidental de la colline, où des inscriptions relatives à la Magna Mater ont été découvertes.

## Histoire
La construction d'un sanctuaire dédié à Cybèle est décidée après la consultation de la Sibylle lors de la deuxième guerre punique contre Carthage, en 204 av. J.-C.. La divinité, représentée par un bétyle de pierre noire, est amenée à Rome depuis Pessinonte, en Asie mineure. La construction commence en 203 av. J.-C. et le temple est dédié le 11 avril en 191 av. J.-C. par le préteur Marcus Junius Brutus À cette occasion sont institués les ludi megalenses, célébrés devant le temple.
L'édifice est détruit dans un incendie en 111 av. J.-C. et restauré par Quintus Caecilius Metellus Numidicus, consul en 109 av. J.-C..
Le temple est de nouveau endommagé par les flammes en 3 ap. J.-C. Auguste manifeste son attachement au culte de Cybèle, fait restaurer le temple et permet que son épouse Livie soit assimilée à la déesse.

## Description
Le temple est représenté sur des fragments d'un relief provenant de l'Arcus Novus. Ces fragments ont été réemployés, modifiés et insérés dans la façade de la villa Médicis qui donne vers le jardin. Le temple est représenté comme hexastyle d'ordre corinthien sur un haut podium,. Il apparaît sur deux fragments, mais lors de leur reprise, ceux-ci ont été séparés et le temple de la Magna Mater a été transformé en deux temples distincts où des erreurs de perspective sont visibles dans la reprise .
Si l'identification avec les vestiges mis au jour près de l'escalier de Cacus est correcte, le temple mesure 33,18 mètres de long pour 17,10 mètres de large.
La pierre noire rapportée de Pessinonte était enchâssée dans une statue en argent de la déesse. Elle a peut-être été déplacée dans le temple d'Héliogabale sur le Palatin par l'empereur de ce nom.